# Левин, Лев Ильич
Лев Ильи́ч Ле́вин (16 августа 1911, Пермь — 26 октября 1998) — российский литературный критик, поэт, драматург.

## Биография
После школы поступил на педагогический факультет Пермского университета. Тогда же начал печататься как литературный критик в газете «Звезда» и вступил в Пермскую ассоциацию пролетарских писателей (ПАПП). В 1929 году перевёлся на факультет языкознания и материальной культуры (ямфак) Ленинградского университета, который окончил уже после его преобразования в Ленинградский историко-лингвистический институт (1931). Активный член РАПП, выступал на стороне руководства против группы «Литфронт». В конце жизни писал: «О моей рапповской критической „деятельности“ я вспоминаю с величайшим стыдом».
Член Союза писателей СССР (1934. Получил распределение в Смоленск, но по линии ЛАПП оставлен в Ленинграде и назначен заведующим редакцией журнала «Ленинград» (до июня 1932). Работал затем в редакциях журналов «Звезда» и «Литературный современник». В мае 1937 года вместе с О. Берггольц и Е. Добиным исключён из Союза писателей «за связь с врагом народа Авербахом» (восстановлены тоже вместе в июле 1938 года).
Участник Великой Отечественной войны, адъютант миномётного батальона 62-го полка 10-й стрелковой дивизии, затем литсотрудник, военный корреспондент газеты «Ленинский путь» 8-й армии. Награждён орденом Красной Звезды, медалями. После войны один год прослужил в гарнизоне Новосибирска. Демобилизован летом 1946 года.
С осени 1946 года работал в критическом отделе журнала «Звезда». Осенью 1948 года переехал в Москву, сорок лет проработал в издательстве «Советский писатель».

## Творчество
Редактировал 4-томное собрание сочинений Агнии Барто (М.: Худож. лит., 1981).

### Избранные сочинения
Источник — Электронные каталоги РНБ
- Воспоминания о Павле Антокольском : Сборник / Сост. Л. И. Левин и др.. — М.: Советский писатель, 1987. — 527 с. — 30 000 экз.
- Левин Л. И. [Воспоминания о Е. Л. Шварце] // Мы знали Евгения Шварца / Сост. З. А. Никитина, Л. Н. Рахманов, ред. С. Л. Цимбал. — Л.; М.: Искусство, 1966.
- Левин Л. И. Грозное оружие // Маяковский В. Избранные произведения. — Л.; М.: Б. и., 1933. — С. 3—21.
- Левин Л. И. Дни нашей жизни : Кн. о Ю. Германе и его друзьях. — М.: Советский писатель, 1981. — 455 с. — 20 000 экз.
  - . — М.: Советский писатель, 1984. — 464 с. — 20 000 экз.
- Левин Л. И. Дома и на кинофабрике // Пиотровский А. И. Театр. Кино. Жизнь / Сост. и подгот. текста А. А. Акимовой, общ. ред. Е. С. Добина. — Л.: Искусство, 1969.
- Левин Л. И. Владимир Луговской: Книга о поэте. — М.: Советский писатель, 1963. — 400 с. — 8000 экз.
  - . — М.: Советский писатель, 1972. — 407 с. — 20 000 экз.
- Левин Л. И. На знакомые темы : [Лит. критич. очерки]. — Л.: Гослитиздат, 1937. — 214 с.
- Левин Л. И. П. А. Павленко. — М.: Советский писатель, 1953. — 344 с. — 20 000 экз.
  - . — 2-е изд., испр. и доп. — М.: Советский писатель, 1956. — 412 с. — 10 000 экз.
- Левин Л. И. Четыре жизни : Хроника трудов и дней П. Антокольского. — М.: Советский писатель, 1969. — 307 с. — 10 000 экз.
  - . — 2-е изд., доп. — М.: Советский писатель, 1978. — 352 с. — 20 000 экз.
- Левин Л. И. Такие были времена. — М.: Советский писатель, 1991. — 400 с. — 30 000 экз.

Рукописи, статьи, стихотворения, пьесы, биография, рабочие тетради хранятся в Российском государственном архиве литературы и искусства (фонд 3260).